# The Living End (filme)
The Living End (prt: Viver até ao Fim; bra: The Living End) é um filme estadunidense de 1992, do gênero comédia dramática, escrito e dirigido por Gregg Araki.

## Sinopse
Luke é um drifter inquieto e despreocupado e Jon é um crítico de filme relativamente tímido e pessimista. É gay e HIV positivo. Depois de uma reunião não convencional, e depois que Luke mata um policial homofóbico, eles vão em uma viagem de estrada com o lema "Foda-se tudo."

## Elenco
- Mike Dytri .... Luke, um barman
- Craig Gilmore .... Jon, crítico cinematográfico
- Mark Finch .... médico
- Mary Woronov .... Daisy
- Johanna Went .... Fern
- Darcy Marta .... Darcy
- Scot Goetz .... Peter
- Bretton Vail .... Ken
- Nicole Dillenberg .... Barbie
- Stephen Holman e Magie Song .... casal 7-11
- Peter Lanigan, Jon Gerrans e Jack Kofman .... Três Patetas
- Chris Mabli .... neonazista
- Michael Now .... Tarzan
- Michael Haynes .... Jane
- Peter Grame .... Gus
- Craig Lee e Torie Chickering .... o casal discutindo
- Jordan Beswick .... o budista
- Paul Bartel]] .... Mestre Ciclone